# Stefaniella trinacriae
Stefaniella trinacriae är en tvåvingeart som beskrevs av Stefani 1900. Stefaniella trinacriae ingår i släktet Stefaniella och familjen gallmyggor. Inga underarter finns listade i Catalogue of Life.